# Antonín Novák (politik)
Antonín Novák (5. července 1874 Křivoklát-Amálín – ???), byl československý politik, meziválečný poslanec a senátor Národního shromáždění za Československou sociálně demokratickou stranu dělnickou.

## Biografie
V letech 1918–1920 zasedal v Revolučním národním shromáždění. V parlamentních volbách v roce 1920 získal poslanecké křeslo v Národním shromáždění. Podle údajů k roku 1920 byl profesí zemským tajemníkem strany, bytem ve Vršovicích.
V parlamentních volbách v roce 1925 získal senátorské křeslo v Národním shromáždění. Mandát obhájil v parlamentních volbách v roce 1929. V senátu setrval do roku 1935.